# يويا أوشيدا
يويا أوشیدا (باليابانية: 内田 裕也 ) (و. 1939 – 2019 م) هو مغني، وممثل، وكاتب سيناريو، وموسيقي، ومنتج أسطوانات، وشاعر غنائي، وسياسي ياباني، ولد في نيشينومايا، هيوغو، توفي في طوكيو، عن عمر يناهز 80 عاماً، بسبب ذات الرئة.

## وصلات خارجية
- يويا أوشيدا على موقع IMDb (الإنجليزية)
- يويا أوشيدا على موقع ميوزك برينز (الإنجليزية)
- يويا أوشيدا على موقع أول موفي (الإنجليزية)
- يويا أوشيدا على موقع أول ميوزيك (الإنجليزية)
- يويا أوشيدا على موقع ديسكوغز (الإنجليزية)
- يويا أوشيدا على موقع قاعدة بيانات الفيلم (الإنجليزية)
- يويا أوشيدا في قاعدة بيانات الأفلام على الإنترنت